# Tymoleon Mochnacki

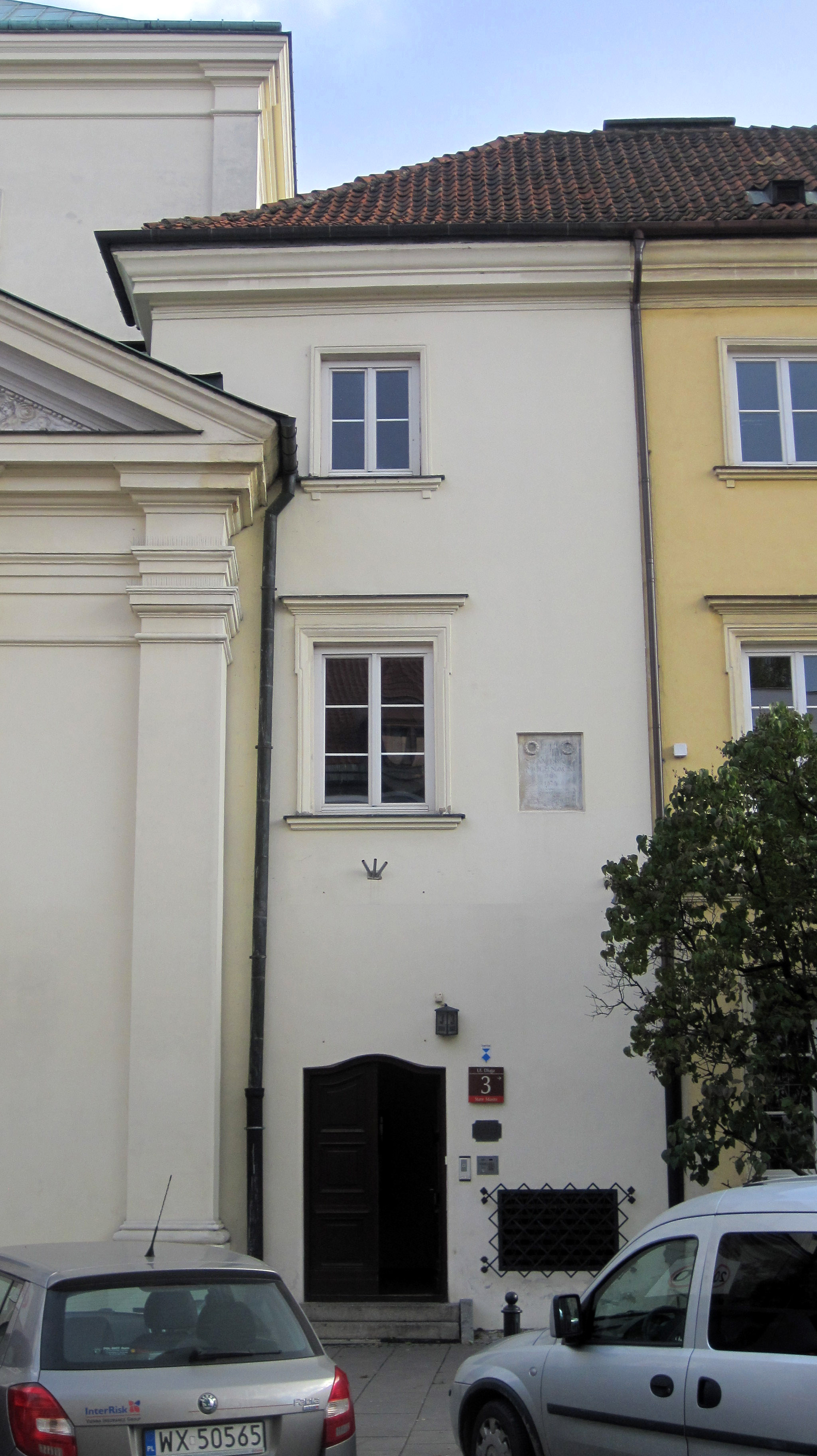
Dawny dom rodziny Mochnackich w Warszawie przy ul. Długiej 3

Tymoleon Mochnacki (ur. 1811 we Lwowie, zm. 31 sierpnia 1889 w Stanisławowie) – oficer powstania listopadowego, właściciel ziemski, działacz samorządowy; brat Maurycego Mochnackiego.
Urodził się w 1811 z ojca Bazylego Mochnackiego i Marii z Pągowskich Mochnackiej. Miał czworo starszego rodzeństwa: braci Maurycego Mochnackiego i Kamila Mochnackiego oraz siostry Olimpię i Klementynę.
W Warszawie był uczniem Szkoły Wojewódzkiej XX. Pijarów, w której w roku 1825 za wzorowe obyczaje i postępki w Naukach otrzymał odnotowaną w Gazecie Warszawskiej pochwałę. Tego samego roku, jako czternastolatek, wstąpił do Korpusu Kadetów w Kaliszu. Po wybuchu powstania listopadowego służył początkowo jako podchorąży w Pułku Grenadierów Gwardii (brał udział w wypadkach nocy listopadowej). 30 stycznia 1831 r. uzyskał awans na porucznika i odtąd służył w 19 Pułku Piechoty Liniowej. Po upadku Warszawy wyjechał do Płocka, jednak powrócił do stolicy już w dniu 18 października 1831. W Komisji Rządowej Wojny ponowił przysięgę wierności carowi. Wkrótce wyjechał wraz z rodzicami i siostrami do Galicji – przebywał m.in. w majątku państwa Cieńskich w Polance Wielkiej; następnie gospodarzył w dobrach Tyśmieniczany i Czortowiec w obwodzie kołomyjskim, które otrzymał prawdopodobnie w wyniku intratnego ożenku.
Wspierał działalność utworzonego w 1861 stowarzyszenia Bratnia Pomoc przy Politechnice Lwowskiej. Nie brał udziału w powstaniu styczniowym. Dnia 9 września 1867 roku został wybrany do Rady Powiatowej w Stanisławowie, jako członek z grupy większych posiadłości. W radzie tej pełnił funkcję zastępcy prezesa Wydziału Powiatowego. Był ponadto członkiem Galicyjskiego Towarzystwa Gospodarskiego we Lwowie.
Miał dwóch synów, którym nadał imiona Maurycy i Kamil – zapewne na cześć obu przedwcześnie zmarłych braci (Maurycego Mochnackiego i Kamila Mochnackiego). Zmarł i został pochowany w Stanisławowie, w kwaterze powstańców listopadowych na Cmentarzu Sapieżyńskim w Stanisławowie.